# Xoanodera trigona javana
Xoanodera trigona javana es una subespecie de escarabajo longicornio del género Xoanodera, tribu Cerambycini, subfamilia Cerambycinae. Fue descrita científicamente por Schwarzer en 1929.

## Descripción
Mide 21 milímetros de longitud.

## Distribución
Se distribuye por Indonesia (Borneo y Java).